# 畠山千春
畠山 千春（はたけやま ちはる、1986年 - ）は、日本の猟師、ライター。

## 来歴
法政大学人間環境学部卒業。カナダ留学後NGO/NPO支援・映画配給会社に就職。東日本大震災をきっかけに大量生産・大量消費の暮らしに危機感を感じ、動物の解体を学ぶ。2013年、狩猟免許取得。福岡県糸島市に移住し、狩猟活動のほか、鶏などの解体ワークショップを開催。食べもの・エネルギー・仕事を自分たちで作る「いとしまシェアハウス」を運営している。2015年に料理人の志田浩一と結婚。翌年9月には「結婚キャンプ」と名付け、糸島のビーチを舞台に、太陽光発電・自給自足・地産地消・ゴミを出さないをテーマに、手づくりの結婚式を行なった。

## 受賞歴
- 第9回ロハスデザイン大賞　2014ヒト部門大賞受賞

## 著書
単書
- わたし、解体はじめました―狩猟女子の暮らしづくり（2014年・木楽舎）ISBN-13: 978-4863240735[4]